# Biłgoraj (Landgemeinde)
Die Gmina wiejska Biłgoraj ist eine Landgemeinde im Powiat Biłgorajski der Woiwodschaft Lublin in Polen, Sitz der Gemeinde ist die Kreisstadt Biłgoraj, die jedoch der Landgemeinde nicht angehört. Die Landgemeinde hat eine Fläche von 262,6 km² und 13.381 Einwohner (Stand 31. Dezember 2020).

## Verwaltungsgeschichte
Von 1975 bis 1998 gehörte die Gmina zur anders zugeschnittenen Woiwodschaft Lublin.

## Gliederung
Zur Landgemeinde Biłgoraj gehören folgende 28 Schulzenämter:
Andrzejówka
Brodziaki
Bukowa
Ciosmy
Dąbrowica
Dereźnia Solska
Dereźnia-Zagrody
Dyle
Gromada
Hedwiżyn
Ignatówka
Kajetanówka
Korczów
Korytków Duży
Majdan Gromadzki
Nadrzecze
Nowy Bidaczów
Okrągłe
Rapy Dylańskie
Ruda Solska
Smólsko Małe
Smólsko Duże
Sól Druga
Sól Pierwsza
Stary Bidaczów
Wola Dereźniańska
Wola Duża-Wola Mała
Wolaniny
Weitere Orte der Landgemeinde sind Dereźnia Majdańska, Edwardów, Podlesie, Ratwica, Ruda-Zagrody, Teodorówka und Żelebsko.